# Striemutka (przystanek kolejowy)
Striemutka (ros. Стремутка) – przystanek kolejowy w miejscowości Striemutka, w rejonie pskowskim, w obwodzie pskowskim, w Rosji. Położony jest na linii dawnej Kolei Warszawsko-Petersburskiej.